# ナイトドラマ (テレビ朝日)
週末ナイトドラマ（しゅうまつナイトドラマ、Weekend Night Drama）は、2000年4月21日よりテレビ朝日で週末の夜に放送されている深夜ドラマ枠。
当初は金曜夜の「金曜ナイトドラマ」（以下「金曜枠」）と土曜夜の「土曜ナイトドラマ」（以下「土曜枠」）の2枠から開始。その後、土曜が廃止となり金曜のみとなっていたが、2010年4月から日曜夜に「日曜ナイトドラマ」→「日曜ナイトプレミア」（以下「日曜枠」）が放送され、金曜・日曜の2枠体制となった。2012年3月で日曜が廃枠となり、再び金曜のみとなっていたが、2017年10月より、再度金曜・土曜の2枠体制となった（2021年7月・2022年7月クールは金曜のみ）。しかし、2024年10月より金曜のみに戻っている。

## 概説
2000年春、テレビ朝日が連続ドラマ枠のテコ入れのため、月曜20時枠の「月曜ドラマ・イン」と土曜20時枠「サタデードラマ」の2枠を廃枠、代って金曜と土曜23時枠に「ナイトドラマ」枠を新設。既存のプライム枠のドラマとは違う新しい路線のドラマに挑戦、「トリック」や「特命係長 只野仁」シリーズをはじめ、「OLヴィジュアル系」シリーズ、「スカイハイ」シリーズなど、数々の話題作を連発してきた。2001年秋に土曜枠が「SmaSTATION!!」開始に伴い廃枠となり、それからは金曜枠のみとなった。
その後、2006年4月よりテレビ朝日が日曜1時台（土曜深夜）に「土曜ミッドナイトドラマ」を開始させ、2003年1月から深夜に自社制作のドラマを放送してきた朝日放送が2006年10月から「土曜ナイトドラマ」という名称を復活させた（土曜ナイトドラマ (朝日放送)の項参照）。しかし、テレビ朝日の「土曜ミッドナイトドラマ」は2008年8月24日をもって廃枠となったほか、朝日放送の「土曜ナイトドラマ」もテレビの営業収入減少に伴う経費節減の一環として、2008年6月1日 - 7月13日放送の「幻影〜ゲンヱイ〜」を最後に廃枠となっている。
それから、2010年4月より日曜枠が新設され、金曜・日曜の2枠体制に戻ったが、日曜枠はわずか1年で「日曜ナイトプレミア」に改称された上に2012年3月を以て2年で廃枠となり、再び金曜1枠のみとなった。
2017年10月14日より、『SmaSTATION!!』の後番組として土曜枠が16年ぶりに復活した。
2020年10月より土曜枠の放送枠が30分に縮小される。この間の2021年、2022年7月期は後続の「オシドラサタデー」が60分枠となったため一時的に廃枠になっていた。2022年10月から土曜枠の第5期が開始されるとともに、「オシドラサタデー」と放送時間を入れ替える形で23時30分 - 翌0時となる。
2024年10月よりアニメ枠「IMAnimation」開始のため土曜枠が再び廃止。金曜のみの1枠体制に戻る。

## ドラマ枠
- 金曜ナイトドラマ（2000年4月 - 現在）
- 土曜ナイトドラマ（1期：2000年4月 - 2001年9月、2期：2017年10月 - 2020年9月、3期：2020年10月 - 2021年6月、4期：2021年10月 - 2022年6月、5期：2022年10月 - 2024年9月）
- 日曜ナイトドラマ（2010年4月 - 2011年3月）
- 日曜ナイトプレミア（2011年4月 - 2012年3月）